# Arab
Arab (Араб) — з 1926 року англійський виробник автомобілів. Штаб-квартира розташована в місті Летчуерт. У 1928 році компанія припинила виробництво автомобілів.

## Заснування компанії

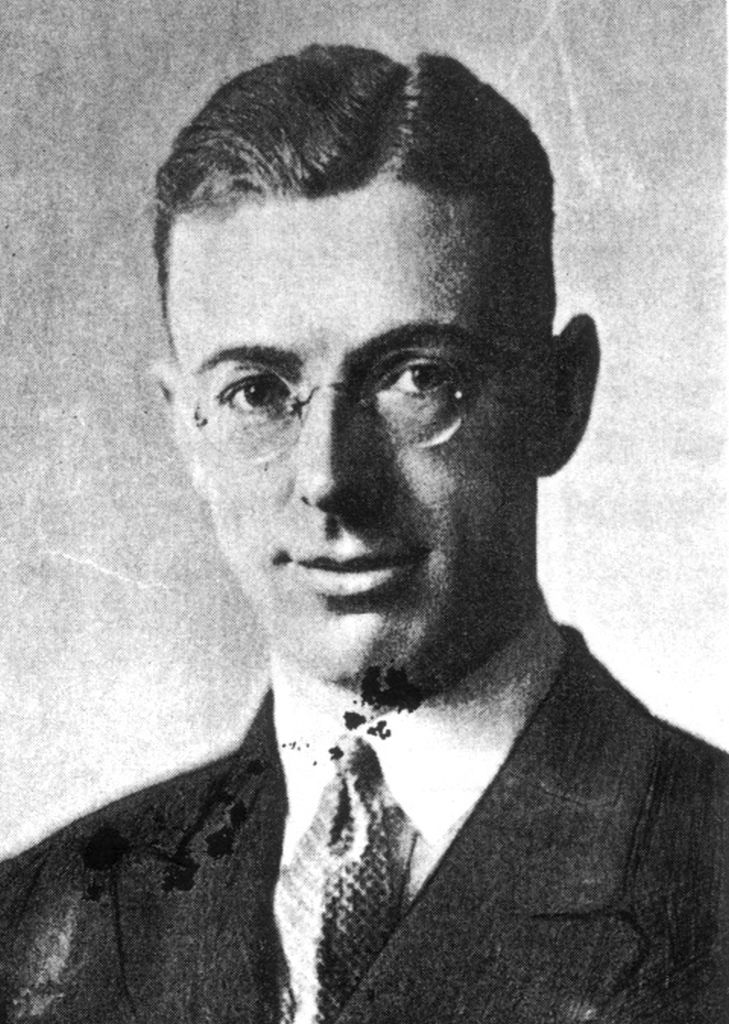
Рейд Рейлтон

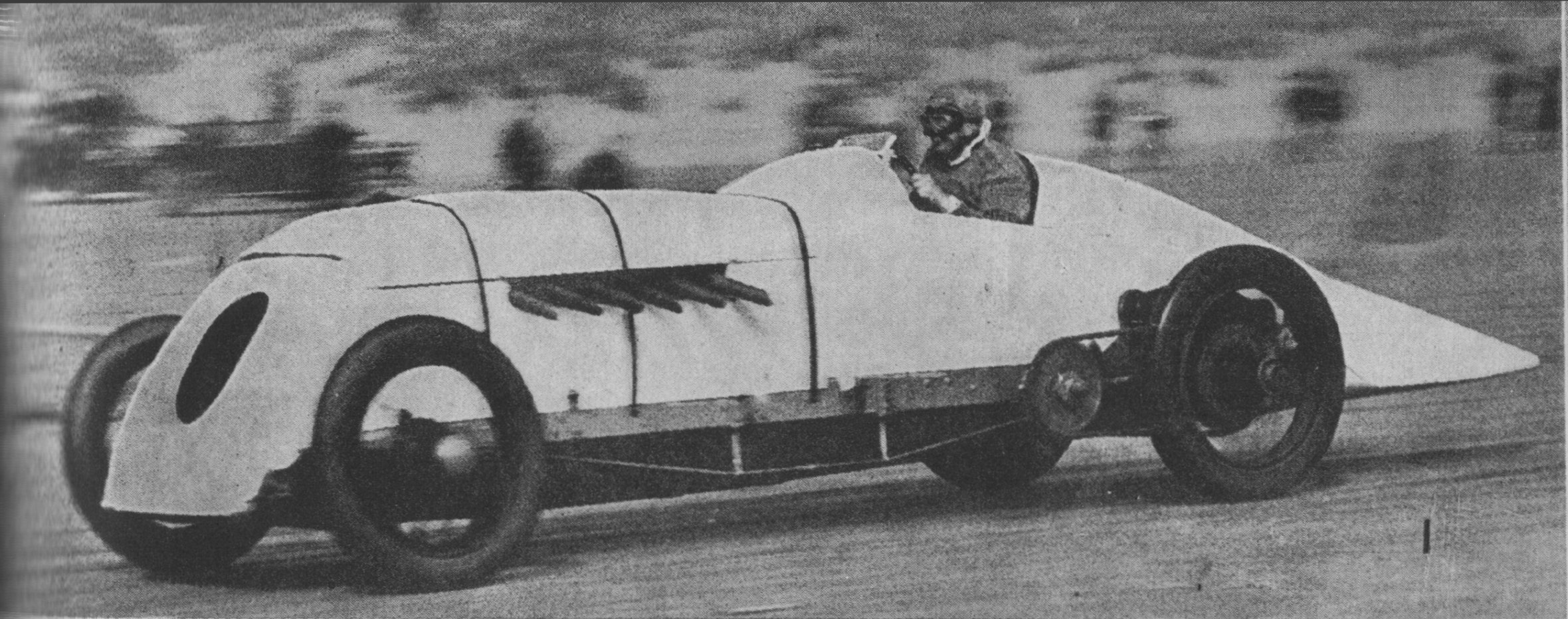
Джон Перрі-Томас за кермом свого автомобіля Babs під час побиття світового рекорду швидкості на суші 28 квітня 1926 року

Рейд Рейлтон і Джон Перрі-Томас, що звільнилися з компанії Leyland Motors, присвятили себе двом абсолютно різним заняттям. Рейлтон заснував компанію Arab, яка повинна була спеціалізуватися на виробництві спортивних автомобілів для міжнародних змагань, за прикладом Alfa Romeo, а Перрі-Томас влаштувався на роботу в гоночну команду, що спеціалізувалася на встановленні світових рекордів зі швидкості руху.

## Початок виробництва автомобілів

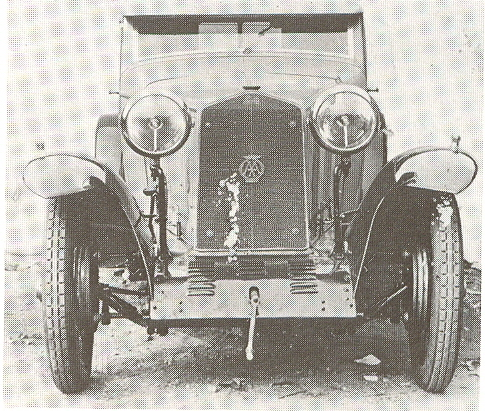
Arab Super Sport 1927 року

Автомобіль з'явився після дискусій між Джоном Перрі-Томасом (інженером-конструктором з Leyland Motors), Рейдом Рейлтоном (його помічником) та Генрі Спарріером, головою Leyland Motors. Leyland виготовили 50 чотирициліндрових блоків циліндрів, призначених для використання в швидких розвізних фургонах, але проєкт не отримав розвитку. Троє осіб обговорювали, що робити з блоками, і  було узгоджено виробництво 2-літрового спортивного автомобіля. Був побудований прототип для тестування нового двигуна з використанням шасі Enfield-Allday, автомобіль був доставлений в Бруклендс на "Пасхальну зустріч" 1924 року. Двигун мав верхній розподільчий вал з таким самим незвичайним методом амортизації клапанів, що використовував листові ресори, як і на Leyland Eight Перрі-Томаса. Крутний момент передавався до задніх коліс через 4-ступінчату коробку передач Moss та гіпоїдний задній міст ENV. Це був один з перших англійських автомобілів, що використовував електричний паливний насос. У 1926 році було розпочато виробництво двох варіантів на заводі в місті Летчуерт (завод раніше використовувала автомобілебудівна компанія Phoenix): низькорамної спортивної моделі та високорамної з кузовом туринг. Були доступні дво- та чотиримісні кузови на високому шасі (Arab Sport) за 525 фунтів стерлінгів і лише двомісні на низькому шасі (Arab Super Sport) за 550 фунтів стерлінгів.

## Припинення виробництва автомобілів. Закриття компанії
Перрі-Томас помер у березні 1927 року, намагаючись побити світовий рекорд швидкості на землі на своєму автомобілі Babs, а з його смертю Рейлтон втратив інтерес до автомобілів Arab. Завод у Летчуерті був закритий у січні 1928 року, після того, як було виготовлено всього близько 6 або 7 машин, які мали взяти участь у великих змаганнях, але з іншими приватними командами. Залишки деталей були куплені компанією Thomson & Taylor з Бруклендса, в якій Рейлтон працював. Було виготовлено ще кілька автомобілів. Загальна кількість автомобілів становила близько 12. Автомобілі були вражаюче швидкими: з двомісним кузовом і високим шасі розганялися до 80 миль/год, а Super Sport були здатні їхати 140 км/год. Один автомобіль з високим шасі мав наддув і розганявся до 169 км/год.
Проте, Рейлтон не залишив автомобільну промисловість, і після Другої світової війни активно брав участь в розробці автомобілів Rover, Ford і Bentley, отримавши за це в 1956 році лицарський орден.
До наших днів дійшло всього два автомобіля з низьким шасі.

## Список автомобілів Arab
- 1926 - Arab Sport
  - Arab Super Sport